# Anenii Noi
Anenii Noi (ryska: Новые Анены) är en distriktshuvudort i Moldavien. Den ligger i distriktet Anenii Noi, i den sydöstra delen av landet. Anenii Noi ligger 28 meter över havet och antalet invånare är 8 250.
Terrängen runt Anenii Noi är varierad. Anenii Noi ligger nere i en dal vid floden Bîc. Trakten runt Anenii Noi består till största delen av jordbruksmark.